# وليم شكسبير
وِلْيَمْ شكسبير (بالإنجليزية: William Shakespeare) شاعر وكاتب مسرحي وممثل إنجليزي بارز في الأدب الإنجليزي خاصة، والأدب العالمي عامة. سُمي بشاعر الوطنية وشاعر آفون الملحمي. أعماله موجودة، وتتكون من 39 مسرحية و158 قصيدة قصيرة (سوناتات) واثنتين من القصص الشعرية (قصيدتين سرديتين طويلتين) وبعض القصائد الشعرية، وقد تُرجمت مسرحياته وأعماله إلى كل اللغات الحية، وتم تأديتها أكثر بكثير من مؤلفات أي كاتب مسرحي آخر.
ولد شكسبير وترعرع في ستراتفورد أبون آفون، وارويكشاير. وتزوج من آن هاثاواي وهو في الثامنة عشرة، وأنجب منها ثلاثة أطفال: سوزانا وتوأم وهما: جوديث وهامنت. وفي الفترة ما بين 1585 - 1592، بدأ حياته المهنية الناجحة في لندن كممثل وكاتب وشريك في شركة عروض مسرحية تسمى «رجال اللورد تشامبرلين»، والتي عُرفت فيما بعد باسم «رجال الملك». تقاعد وهو في التاسعة والأربعين حوالي عام 1613 في ستراتفورد، حيث توفي بعد ذلك بثلاث سنوات. وُجِدت سجلات قليلة ومحدودة عن حياة شكسبير الخاصة؛ مما أدى لظهور تكهنات كثيرة حول عدة أمور مثل مظهره الجسدي وحياته الجنسية ومعتقداته الدينية، وما إذا كانت الأعمال المنسوبة إليه مكتوبة من قبل الآخرين أم لا. وكثيراً ما يتم انتقاد مثل هذه الآراء والتكهنات لأنها لم تشر إلى حقيقة أن عدداً قليلاً من السجلات عن حياته ظلت موجودة في تلك الفترة.
أنجز شكسبير معظم أعماله المشهورة ما بين 1589 - 1613. وكانت تدور مسرحياته الأولى مبدئياً حول الكوميديا والتاريخ، وقد اعتبرت من أعظم الأعمال التي أنتجت في هذا النوع من الكتابة. بعد ذلك قام بكتابة المسرح التراجيدي بشكل رئيسي حتى عام 1608، من أهمها: هاملت وعطيل والملك لير وماكبث. في الفترة الأخيرة من عمره كتب ويليام المآسي الكوميدية «الكوميديا التراجيدية» والتي تعرف أيضا «بالرومانسيات»، وقد تعاون أيضاً مع كُتّاب مسرحيين آخرين. حلّت الذكرى السنوية الأربعمائة لوفاته في عام 2016 حيث قامت شخصيات مشهورة في المملكة المتحدة بتشريف شكسبير وأعماله عبر العالم.
نُشرت العديد من مسرحياته في طبعات وإصدارات مختلفة الجودة والدقة طيلة حياته. وفي عام 1623، نشر اثنان من زملائه الممثلين وهما جون همينجز وهنري كونديل، نصاً محدداً معروفاً باسم First Folio «المطوية الأولى» وهو إصدار لمجموعة من أعمال شكسبير الدرامية التي تم جمعها بعد وفاته، والتي تضمنت معظم المسرحيات التي نعرفها له الآن، وقد تم نشر هذا المجلد مُرفق معه قصيدة كتبها بن جونسون، حيث يشيد الشاعر بصرامة الكاتب المسرحي في مقولة مشهورة له الآن وهي «ليس لهذا العصر، ولكن لكل العصور».
طوال القرن العشرين والحادي والعشرين، تم التعديل على أعمال شكسبير باستمرار، وإعادة اكتشافها من خلال حركات جديدة في الدراسة والأداء، ولا تزال مسرحياته وثقافته تحظى بشعبية كبيرة، وتتم دراستها وإعادة تفسيرها وأداؤها باستمرار في سياقات ثقافية وسياسية متنوعة في جميع أنحاء العالم.

## حياته

### طفولته

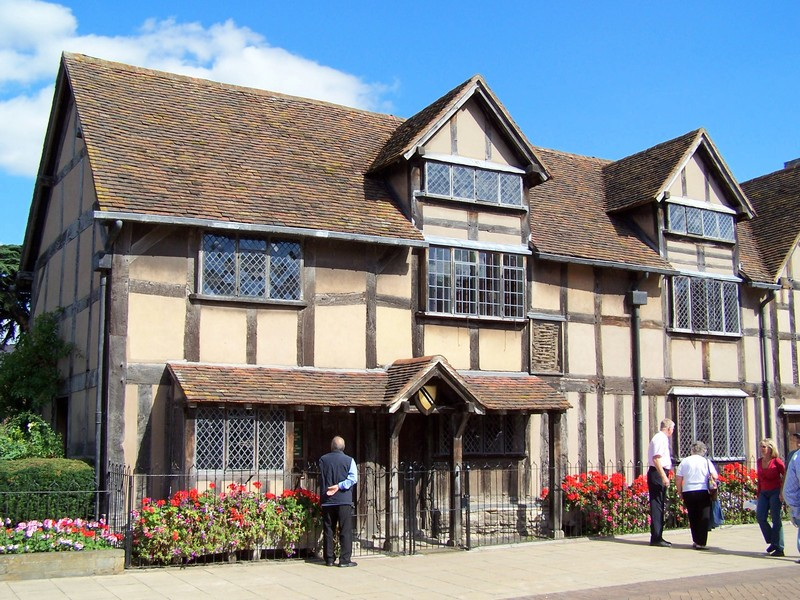
محل ميلاد شيكسبير في ستراتفورد أبون آفون

ولد شكسبير في سنة 1564م وكانت أمه ماري آردن، من أسرة قديمة في وركشير، وقد قدمت إلى جون شكسبير، ابن مستأجر أرض والدها، صداقاً ضخماً نقداً وأرضاً، وأنجبت له ثمانية أطفال كان ثالثهم وليم. وأصبح جون من رجال الأعمال الأثرياء الناجحين في ستراتفورد على نهر الآفون، واشترى منزلين، وخدم بلده وكان مسؤولاً عن الأمن وعضواً في مجلس المدينة ومساعداً لمأمور التنفيذ وأحسن إلى الفقراء بسخاء. وبعد سنة 1575 انحطت موارده، وأقيمت عليه الدعوى من أجل ثلاثين جنيهاً، وأخفق في دفع التهمة عنه، وصدر أمر بالقبض عليه سنة 1580 لأسباب مجهولة، ومثل أمام المحكمة ليقدم ضماناً بعدم الإخلال بالأمن. وفي 1592 سجل اسمه ضمن الذين «لا يحضرون إلى الكنيسة شهرياً طبقاً لما نصت عليه قوانين صاحبة الجلالة». واستنتج بعضهم من هذا أنه كاثوليكي «عاصي»، وآخرون أنه كان بيوريتانياً، كما استنتج غيرهم أنه لم يكن يجرؤ على مواجهة دائنيه. استعاد وليم فيما بعد ثروة أبيه، ولما قضى الوالد نحبه سنة 1601 ظل في شارع هنلي منزلان باسم شكسبير. هناك تكهنات وروايات عديدة عن طفولته أشهرها: أسطورة ستراتفورد الشائعة، وهي أن الوالد ربى ابنه لبعض الوقت في مدرسة مجانية ولكن سوء ظروفه وحاجته إلى مساعدة ابنه له في موطنه أجبراه على سحبه من المدرسة، وفي المرثية التي ظهرت في مقدمة طبعة فوليو الأولى لروايات شكسبير، قال بن جونسون يخاطب منافسه الذي مات «لقد تعلمت قليلاً من اللاتينية، وأقل من اليونانية»، فمن الواضح أن الكتاب المسرحيين اليونانيين ظلوا على حالهم يونانيين بالنسبة لشكسبير (أي لم يطلع عليهم)، ولكنه تعلم من اللاتينية ما يكفي لملء رواياته الصغيرة بشذرات لاتينية وتوريات ثنائية اللغة. وهناك أسطورة أخرى سجلها ريتشارد ديفيز حوالي 1681 وصفت وليم الصغير بأنه «كثيراً ما كان سيئ الحظ في سرقة الغزلان والأرانب، وبخاصة من سير توماس لوسي الذي كان غالباً ما يجلده بالسوط، وأحياناً يسجنه».
في 27 نوفمبر 1582 عندما كان شكسبير في سن الثامنة عشرة، حصل هو وآن هاثاواي، وكانت هي في سن الخامسة والعشرين، على إذن خاص بالزواج. ويقال أن أصدقاء آن أرغموا شكسبير على الزواج منها. وفي مايو 1583 (أي بعد زواجهما بستة أشهر)، ولدت لهما طفلة أسمياها سوزانا، وأنجبت آن فيما بعد توأمين هما: هامنت وجوديث. كان ذلك في الثاني من فبراير 1585. ويحتمل أنه حوالي نهاية نفس العام هجر شكسبير زوجته وأولاده. ولا يوجد أي معلومات عنه فيما بين عامي 1585 - 1592، حين كان ممثلاً في لندن.

### لندن والسيرة المسرحية
ما أن جاءت سنة 1592 حتى كان شكسبير ممثلاً وكاتباً مسرحياً في العاصمة لندن. ويروي دودال 1693 ورو 1709 أنه «استقبل في المسرح كخادم في مرتبة وضيعة جداً»، وهذا أمر محتمل. ولكن صدره كان يجيش بأشد الطموح «يتلهف على فن هذا ومقدرة ذاك، دون أن ينصرف تفكيره إلى شيء سوى الجلال والعظمة» وسرعان ما كان يمثل أدواراً صغيرة في بهجة وسعادة غامرة، ثم مثل دور «آدم الشفوق» في رواية «على هواك» والشبح في هملت وربما صعد إلى مرتبة أعلى لأن اسمه تصدر قائمة الممثلين في رواية جونسون Everyman In His Humour 1698، أو في رواية Sejanus His Fall 1603. هو ويوريدج بأنهما «الممثلان المأساويان الرئيسيان». وفي أواخر 1594 أصبح مساهماً في فرقة تشمبرلين للممثلين. ولم يكسب ثروته من كونه كاتباً مسرحياً، بل لكونه ممثلاً ومساهماً في فرقة مسرحية.
ومهما يكن من أمر فإنه في 1591 كان يكتب الروايات، ويبدو أنه بدأ "طبيباً للرواية" يعالجها ويفحصها فحرّر المخطوطات ونقّحها وكيّفها للفرقة. وانتقل من مثل هذا العمل إلى الاشتراك في التأليف، وإن الأجزاء الثلاثة من "هنري السادس" 1592 لتبدو أنها من مثل هذا الإنتاج المشترك. وبعد ذلك كتب روايات بمعدل اثنتين لكل عام، حتى بلغت جملتها ستاً وثلاثين أو ثماني وثلاثين رواية. وإن بعض من رواياته الأولى مثل (Two Gentlemen Of Venoma, Acomedy Of Errors، (1594)، Loves Labours Lost (1594) توافه هزلية مليئة بالمزاح المرهق لنا الآن. وإنه لمن الدروس المفيدة أن نعلم أن شكسبير صعد سلم المجد بالعمل الشاق والجهد المضني. ولكن الصعود كان سريعاً. وأوحت إليه رواية مارلو "إدوارد الثاني" أن يلتمس في التاريخ الإنجليزي أفكاراً لموضوعات مسرحية كثيرة وضارعت رواية "ريتشارد الثاني" 1595 رواية مارلو. أما رواية "ريتشارد الثالث" 1592 فكانت بالفعل قد بزتها. ووقع إلى حد ما في خطأ خلق شخص واحد من صفة واحدة. الملك الأحدب من الطموح الموصوم بالخيانة والقتل، ولكنه بين الحين والحين ارتفع بالرواية عن مستوى مارلو بعمق التحليل وقوة الإحساس وومضات من العبارة المشرقة. وسرعان ما أصبحت عبارة "جواد! جواد!" مملكتي مقابل جواد!"، ذائعة على كل الألسنة في لندن.
ثم فترت العبقرية في 1593 وغلب التقليد، وعرض رقصة الموت البغيضة، فان تيتس يقتل ابنه، وآخرين صهره أو زوج ابنته، على المسرح، وتغتصب عروس وراء الكواليس فتأتي إلى خشبة المسرح، وقد قطعت يداها، وقطع لسانها، والدم ينزف من فمها، ثم يقطع أحد الخونة يد تيتس بفأس أمام جمهور الدرجة الثالثة الذين تكاد عيونهم تلتهم المشهد، وتعرض رأسا ابني تيتس المفصولان، وتقتل إحدى المرضعات على المسرح. وجهد النقاد الذين يجلون شكسبير ليحملوا المشتركين في التأليف جزءاً من مسئولية هذه المذبحة، طبقاً للنظرية الخاطئة القائلة بأن شكسبير لا يكتب هراء، ولكنه كتب بالفعل قدراً كبيراً منه.
وألف شكسبير في هذه المرحلة، شعره القصصي وقصائد السونيت، وربما كان الطاعون الذي تسبب بإغلاق كل مسارح لندن بين 1592 - 1594، هو الذي تركه في فراغ أليم بائس، ورأى أنه من صواب الرأي أن يوجه شيئاً من الشعر المؤمل إلى أحد رعاة الشعر. وفي 1593 أهدى فينوس وأودنيس إلى هنري ريوتسلي أرل سوثمبتون الثالث. وكان لودج قد اقتبسها من قصة أوفيد Metamorphoses، واقتبسها شكسبير عن لودج، وكان الأول شاباً وسيماً منغمساً في الملذات الجنسية والصيد والقنص ويبدو كثير منها غذاءاً تافهاً عديم القيمة في هذه السنوات العجاف، ولكن في غمرة هذا الإغراء الشديد هناك قطع ذات جمال حسي مثل الأبيات من 679 - 708 مما قل أن قرأت إنجلترا مثله من قبل. وتشجع شكسبير بما لقيت القصيدة من استحسان عام، وبهدية من سوثمبتون فأصدر في 1594 The Ravyshement Of Lucrece حيث تم الإغراء باقتصاد أكبر في الشعر. وكانت هذه آخر ما أصدره بمحض اختياره.
وفى عام 1593 تقريباً بدأ يكتب ولكنه حجز عن المطبعة قصائد السونيت التي كانت أول ما ثبت مكانته الرفيعة بين شعراء عصره. وهي من الناحية الفنية أدق أعمال شكسبير تقريباً، وقد نهلت كثيراً من معين بترارك من قصائد السونيت الجمال العابر للمحبوبة وتردداتها وتقلباتها القاسية، وتثاقل خطوات الزمن الذي يضيع سدى وغير الحبيب وظمؤه القاتل، وتفاخر الشاعر بأن قريضه سوف يخلد جمال الحبيبة وشهرتها إلى الأبد. بل إن هناك عبارات وألقاباً ونعوتاً منتحلة من كوننستابل ودانيل، وواطسون وغيرهم من شعراء السونيت الذين كانوا هم أنفسهم حلقات في سلسلة السرقات الأدبية. ولم يفلح أحد في ترتيب قصائد السونيت في نظام قصصي ثابت، وكانت كلها عملاً طارئاً في أيام متباعدة. ويجدر بنا ألا نأخذ بكثير من الجد حبكتها الغامضة حب الشاعر لشاب يافع، وميله إلى «سيدة سمراء» في البلاط. وصدودها عنه، وترحيبها بصديق له، وظفر شاعر منافس بذاك الصديق، وسهاد شكسبير اليائس وتفكيره في التخلص من الحياة. ومن الجائز أن شكسبير، وهو يمثل في البلاط، اختلس النظرات في لهف بعيد إلى الوصيفات المحيطات بالملكة، واللائي تضمخن بعطور ذات رائحة مثملة، وارتدين ثياباً تبهر الأنظار، ولكن ليس من المرجع أنه تحدث إليهن أو حاول اقتناصهن قط، ومهما يكن من أمر فقد كانت غير متزوجة، في الوقت الذي خانت فيه زوجة شكسبير «عهد الزوجية» بحب الشاعر و«محبوبه».
وفي عام 1609 نشر توماس ثورب قصائد السونيت، وواضح أن هذا كان بدون موافقة شكسبير، لأن المؤلف لم يكتب فيها إهداء، ولكن ثورب نفسه صدرها بإهداء حير الأجيال: "إلى الوحيد الذي يقدر القصائد التالية، السيد و.هـ. مع كل ما بشر به شاعرنا الخالد من سعادة وخلود، مع أطيب التمنيات للمغامر الذي يبغي الخير، فيما يعتزم من ترحال. "ويحتمل أن التوقيع ا.ت.ث. "توماس ثورب". ولكن من هو "و.هـ."؟ ربما كان هذان هما الحرفان الأولان من وليم هربرت أرل بمبروك الثالث الذي أغوى ماري فتون، والذي قدر له هو وأخوه فيليب أن يتلقيا إهداء الكتاب الذي نشر بعد وفاة المؤلف، على أنه أعظم راع لرجال العلم والأدب من أي نبيل في عصره أو منذ ذلك العصر". وكان هربرت في عامه الثالث عشر فقط حين بدأت قصائد السونيت 1593، ولكن تأليفها امتد حتى 1598، حين كان بمبروك قد اشتد عوده ونضج للحب ورعاية الأدب والأدباء. ويتحدث الشاعر بحرارة عن حبه "للمحبوب الفتي"، وغالباً ما استخدمت كلمة الحب بمعنى الصداقة. ولكن القصيدة رقم 20 تطلق على الفتى "سيد/سيدة هيامي وهواي" وتنتهي بتورية تصور الحب الجنسي. والقصيدة 128 (والظاهر أنها موجهة "للفتى الوسيم" الوارد ذكره في القصيدة 126) تتحدث عن نشوة العشق والغرام. وكان بعض الشعراء في عصر إليزابث أدباء لوطيين قادرين على تهيئة أنفسهم للحب الطروب المبهج، لأي رجل من ذوي اليسار.

### فترة تفوق شكسبير
لقد جاءت قصة روميو وجوليت إلى إنجلترا من قصص مازوتشيو وباندللو. وأعاد آرثر بروك صياغتها 1562 في شعر قصصي، ونقلاً عن بروك، وربما عن رواية أخرى أسبق في نفس الموضوع، أخرج شكسبير للمسرح روايته «روميو وجوليت» حوالي 1595. وأسلوبها محشو بأخيلة وأوهام ربما علقت بقلمه من نظم قصائد السونيت، فجاءت المجازات جافة شاذة، ورسمت شخصية روميو بشكل ضعيف إلى جانب مركوشيو المنفعل المهتاج.
«زحل العقدة عبارة عن سلسلة متصلة من السخافات. ولكن من ذا الذي يذكر الشباب، أو يرسب في أعماقه حلم، يستطيع أن يستمع إلى هذه الموسيقى العاطفية الرومانسية الحلوة، دون أن ينبذ كل معايير الثقة والتصديق، وينهض لاهثاً أو حابساً أنفاسه نحو الشاعر وهو يشق طريقه إلى هذا العالم بما فيه من غيرة جامحة وقلق مرتجف، وفناء حزين».
والآن يسير شكسبير من نصر إلى نصر في عالم المسرح، في كل عام تقريباً. ففي 7 يونيه 1594 أعدم ردريجو لوبيز، طبيب الملكة اليهودي، بتهمة قبول رشوة ليدس السم للملكة. ولم يكن الدليل قاطعاً، وترددت إليزابث طويلاً في التصديق على حكم الإعدام، ولكن العامة في لندن أخذوا جريمته قضية مسلماً بها. واستعرت روح العداء للسامية في الحانات. ويمكن أن يكون شكسبير قد تأثر إلى حد أن يضرب على هذا الوتر الحساس، أو أنه كلف بذلك، فكتب تاجر البندقية 1596، وشارك إلى حد ما مستمعيه في مشاعرهم، فأجاز أن يمثل شيلوك في شخصية هزلية في ثياب رثة مع أنف عريض مصطنع، ونافس مارلو في إبراز كراهية مقرض النقود وجشعه، ولكنه أضفى على شيلوك بعض الصفات المحببة التي لا بد أنها جعلت الحمقى يحزنون، ثم أنه أورد على لسانه عرضاً للقضية من أجل اليهود، بلغ من الوضوح والجرأة حداً جعل كبار النقاد لا يزالون يجادلون فيما إذا كان شيلوك قد صور مفترى عليه أكثر منه آثماً مذنباً. وهنا، فوق كل شيء، أظهر شكسبير براعته في أن يؤلف صورة متناسقة الأجزاء من خيوط مختلفة من قصص جاءت من الشرق ومن إيطاليا، كما جعل جسيكا المرتدة متلقية مثل هذا الشعر العاطفي الرومانتيكي، كما لا يمكن أن تتصوره إلا روح ذات حساسية عالية.
وانصرف شكسبير طيلة أعوام خمسة إلى الملهاة بصفة أساسية. وربما أدرك أن الجنس البشري المنهوك يختص بأسخى جوائزه أولئك الذين يستطيعون إلهاءه بالضحك والخيال. إن رواية «حلم منتصف ليلة صيف» هراء قوي عوض عنه مندلسون. ولم نقذ هيلينا رواية "Allls Well That Ends Well". أما رواية «أسمع جعجعة ولا أرى طحناً» فهي تتفق مع اسمها. ورواية «الليلة الثانية عشرة» محتملة فقط لأن فيولا تمثل فتى وسيم جداً. ورواية «ترويض النمرة» زاخرة بمرح صاخب بشكل لا يصدق، ومن المستحيل ترويض النساء ذوات الألسنة السليطة، هذه الرايات كلها كانت إنتاجاً لمجرد كسب المال، وإرضاء جمهور الدرجة الثالثة، ووسائل لإبقاء القطيع داخل الحظيرة، وإبقاء الذئب بعيداً عن الباب.
ولكن بجزئي "هنري الرابع 1597 - 1598 صعد الساحر العظيم ثانية إلى القمة، وجمع بين المهرجين والأمراء فولستاف وبستول، هتسبير والأمير هال في نجاح كان يمكن أن يجعل سدني يتردد.
واستساغت لندن استخدام تاريخ الملوك على هذا النحو، مزخرفاً بالأوغاد، والمومسات. وتابع شكسبير العمل فأخرج «هنري الخامس» 1599، يهز بها مشاعر المشاهدين ويسليهم في وقت معاً، ثرثرة فولستاف الذي يعاني سكرات الموت: «أيتها المروج الخضر»، ويثيرهم بجعجعة أجنكورت، ويبهجهم بمغازلة الملك الذي لا يقهر للأميرة كيت Kate بلغتين. وإذا اعتقدنا في صحة كلام رو، فإن الملكة لم تكن ترتضي الراحة لفولستاف وأمرت مؤلف الرواية أن يحييه ويعرضه في مشهد عشق وغرام. ويضيف جون دنيس 1802، وهو يروي نفس القصة، أن إليزابث رغبت في أن تتم المعجزة في مدى أسبوعين. وإذا كان كل هذا صحيحاً، فإن رواية «الزوجات المرحات في وندسور» كانت عملاً مدهشاً من أعمال البراعة والقوة، لأنها برغم كونها صاخبة لأنها حافلة بالخشونة والعنف متخمة بالتوريات، ففيها فولستاف في ذروة نشاطه وحيويته، حتى ألقى به إلى نهر في سلة غسيل. وقيل لنا إن الملكة كانت مسرورة.
ثم انتج بعده هذه المقطوعة القصصية الرومانتيكية البالغة الرقة «على هواك» وربما كان سبب ها هو أنها استرشدت بمقطوعة لودج «روزاليند» 1590، وموسيقى الرواية صافية نقية لا تزال معوقة بالمزاح والهزل الجاف غير الممتع، ولكنها ناعمة رقيقة من حيث الإحساس، مرحة رشيقة من حيث الكلام. فأية صداقة كريمة هنا بين سليا وروزاليند، وهذا أورلندوو يحفر اسم روزاليند في لحاء الشجر، معلقاً القصائد الغنائية على أشجار الزعرور البري، والمراثي على الأشجار كثيرة الشوك، وأي رصيد سعيد من الفصاحة ينثر عبارات خالدة على كل صحيفة وأية أغان رحبت بها ملايين الشفاه: «نحت الشجرة الخضراء هب؛ هب يا نسيم الشتاء،» «فهناك كان عشيق وفتاته». إن التدفق أو الإنتاج بأسره كان حماقة وعاطفة لذيذتين محببتين، لا يمكن مباراته في أي أدب.
في 1579 عرض كتاب توماس نورث عن بلوتارك ذخيرة نفيسة من المسرحيات، أخذ منها شكسبير ثلاثاً من «سير الحياة» وصاغها في مسرحية «يوليوس قيصر» 1599. ووجد أن ترجمة نورث مفعمة بالحيوية إلى حد أنه أخذ منها عدة قطع بأكملها كلمة كلمة بالنص، وكل ما عمله هو أنه حول النثر إلى شعر مرسل، ومهما يكن من أمر فإن خطبة أنتوني أمام جثمان قيصر كانت من ابتداع الشاعر نفسه، جاءت تحفة رائعة في فن الخطابة والرقة والدقة، ثم الدفاع الوحيد الذي أجازه لقيصر. وربما أثر فيه إعجابه بدوق سوثمبتون وإرل بمبروك، وارل إسكس الشاب، فرأى القتل من وجهة نظر النبلاء الأرستقراطيين المتآمرين المهددين بالخطر. ومن ثم يصبح بروتس محور الرواية. ولكنا، نحن الذي حصلنا على تفاصيل مومسن عن الفساد ذي الرائحة الكريهة في «الديمقراطية» التي أطاح بها قيصر، أشد ميلاً إلى التعاطف مع قيصر، كما فوجئنا بموت بطل الرواية في مستهل الفصل الثالث.
وفي كتابة هملت استعان شكسبير برواية سابقة في نفس الموضوع وتحداها. وكانت هملت قد أخرجت في لندن قبله بست سنوات فقط. ولسنا ندري كم أخذ من هذه «المأساة» المفقودة، أو من كتاب بلفورست «التواريخ الفاجعة» 1576، أو من «تاريخ الدنمرك» 1514، للمؤرخ الدنمركي ساسكو جراماتيكوس، كما أننا لا نستطيع القول بأن شكسبير قرأ «أمراض الاكتئاب والحزن»، وهي ترجمة إنجليزية حديثة لكتاب طبي فرنسي ألفه دي لورنس. وإنا، ونحن نشك في غير انفعال أو تذمر، في كل محاولة لتحويل الروايات إلى سيرة حياة ذاتية، ليباح لنا أن نتساءل عما إذا كان شيء من الحزن الشخصي-بالإضافة إلى تأديب الليل والنهار-قد انضم إلى التشاؤم الذي شاع في هملت، واشتدت مرارته فيما أعقبها من روايات. وكان يمكن أن يكون هذا تحرراً جديداً من وهم الحب، وهل كان القبض للمرة الأولى على اسكس 5 يونيه 1600، أو إخفاق ثورة اسكس، أو اعتقال اسكس وسوثمبتون، أو إعدام اسكس 25 فبراير 160؟. ويفترض أن هذه الأحداث كلها هزت مشاعر شاعرنا المرهف الحس، الذي كان قد امتدح، في حرارة بالغة، اسكس في مقدمة الفصل الأخير من «هنري الخامس»، كما كان في إهداء «لوكريس» إلى سوثمبتون، قد عاهده على الولاء له إلى الأبد.
وما أن جلس جيمس الأول على عرض إنجلترا حتى ثبت وتوسع في امتيازات فرقة شكسبير التي أصبحت «رجل الملك». ومثلت روايات شكسبير أمام الملك بانتظام ولقيت تشجيعاً ملكياً كبيراً. وصعدت المواسم الثلاثة بين 1604-1607 بالشاعر إلى ذروة عبقريته وأقصى مرارته، فرواية «عطيل» 1604 قوية بقدر ما هي بعيدة عن التصديق. فقد أثار إخلاص ديدمونا وموتها شفقة المشاهدين، كما افتتنوا بخبث ياجوالدال على ذكائه، ولكن في تصوير هذا الشر المحض الذي لا باعث عليه في الإنسان؛ وقع شكسبير في خطأ مارلو، ألا وهو الشخصيات القائمة على وحدة كاملة. وحتى عطيل نفسه، على الرغم من أنه جمع بين البراعة العسكرية والغباء، كان ينقصه هذا المزاج الفني من العناصر التي تضفي الروح الإنسانية على هملت ولير وبروتس وأنطوني.
ثم كتب «ماكبث» 1605 وكانت تأملاً أشد رهبة في الشر الذي لا تخف حدته. وكان شكسبير يستشهد بهولنشد في الحقائق المطلقة، ولكنه زاد في عتامة القصة وكآبتها بتحرره من الوهم بشكل انفعالي غاضب وانحطت هذه الحالة النفسية إلى الحضيض، كما بلغ الفن ذروته في رواية «الملك لير» 1606 وكان جوفري اوف مموث قد طور القصة، ثم نقلها هولنشد، وأخرجها للمسرح مؤخراً كاتب مسرحي مجهول الآن تحت عنوان «التاريخ الصحيح للملك لير» 1605 وكانت حبكات الرواية ملكاً مشاعاً. ونهجت المسرحية القديمة نهج هولنشد في أنها هيأت للملك لير خاتمة سعيدة، عن طريق احتمائه بابنته كورديليا واستعادة العرش، وواضح أن شكسبير آثم في جنون الملك وموته بخلعه من العرش كما أنه أضاف الإعماء الدامي الفظيع الذي أصاب جلوستر على المسرح. إن المرارة هي النغمة الأساسية السائدة في الرواية، وإن لير ليأمر الفسوق أن ينتشر والزنى أن يزداد «لأني يعوزني الجنود» وكل الفضيلة، في نظرته القاتمة، ما هي إلا واجهة للفسق والفجور، وكل الحكومة رشوة، وكل التاريخ عبارة عن الإنسانية تفترس نفسها أو بني البشر يأكل بعضهم بعضاً.
ثم اخيراً كتب رواية «تيمون الأثيني» 1608 فهو تشاؤم تهكمي، لم يتخلص منه. ويصوب لير سهامه إلى نساء، ولكنه يحس ببعض الرثاء المتأخر للبشر، ويحتقر بطل «كوريولانس» الناس على أنهم النتاج المتقلب الذليل الأبله للإهمال والطيش، ولكن تيمون يذم الجميع رفيعهم ووضيعهم، ويصب اللعنة على المدنية نفسها على أنها أفسدت أخلاق البشر. وكان بلوتارك فيسيرة أنطوني قد ذكر تيمون على أنه مبغض للبشر مشهور، وكان لوشيان قد أورده في حوار، كما كانت رواية إنجليزية قد ألفت عنه قبل أن يأخذ شكسبير الفكرة مع مساعد مجهول بثماني سنوات. وكان تيمون ثريًا أثينيا يحيط به أصدقاء متملقون متفتحون يسارعون إلى تقبل أفكاره، وعندما يفقد ماله، ويرى أصدقاءه يختفون بين عشية وضحاها، ينفض غبار المدينة عن قدميه ويأوى-جاداً صارماً-إلى العزلة في غابة، حيث يأمل أن «يجد أشد الحيوانات وحشية أكثر رفقاً وشفقة من بني الإنسان» وهو يتمنى لو «أن ألسبيادس» كان كلباً «حتى أكن لك شيئاً من الحب» ويعيش على جذور الشجر، وينقب فيجد ذهباً، وهنا يظهر الأصدقاء من جديد فيطردهم ويحتقرهم ويهجوهم ألذع هجاء. ولكن عندما تأتي العاهرات وبنات الهوى ينفحهن بالذهب، شريطة أن ينقلن الأمراض التناسلية إلى أكبر عدد ممكن من الرجال ثم وفي سورة الكراهية يأمر تيمون الطبيعة أن تكف عن النسل، ويأمل أن تتكاثر الوحوش الضارية لتستأصل الجنس البشري، إن هذا الإسراف في بعض البشر يجعله يبدو غير حقيقي، ولا يمكن أن نصدق أن شكسبير قد أحس بهذا التشامخ السخيف على الخاطئين، وبأنه غير مؤهل بمثل هذا الجبن لمتاع الحياة الدنيا.

### سنوات شكسبير الأخيرة وموته
عاش شكسبير أعوامه الأخيرة مع أصدقائه، عيشة وادعة منعزلة، كما يتمنّى جميع العقلاء أن يقضوها. كان لديه من الثروة ما يكفي لحياة كريمة، ويقال أنه قضى بعض السنوات، قبل أن توافيه المنية، في مسقط رأسه ستراتفورد ويروي «نيكولاس رو» عنه: «إن ظرافته الممتعة، وطيبته قد شغلتاه بالمعارف، وخولتاه مصادقة أعيان المنطقة المجاورة».
لقد مات شكسبير كما عاش، من غير ما يدل كثيراً على انتباه العالم، ولم يشيّعه إلا أسرته وأصدقاؤه المقربون، ولم يُشِد الكتاب المسرحيون الآخرون بذكراه إلا إشادات قليلة، ولم تظهر الاهتمامات الأولى بسيرة شكسبير إلا بعد نصف قرن، ولم يكلّف نفسه أي باحث أو ناقد عناء دراسة شكسبير مع أي من أصدقائه أو معاصريه.
مات شكسبير بعد أن عانى من حُمّى تيفية، وقرع جرس موته في كنيسة ستراتفورد في 23 نيسان، في اليوم الذي ولد فيه قبل 53 سنة، وقيل إنه دفن على عمق 17 قدماً، وهذه الحفرة تبدو عميقة بالفعل، وقد تكون حُفرت مخافة عدوى التيفوس، ولعل شكسبير هو من كتب على شاهد القبر: "أيها الصديق الطيب، كرمى ليسوع
لا تحفر هذا التراب المسّور ههنا
مبارك من تحفظ هذه الأحجار
وملعون من يحرك عظامي".
لقد أعطى العالم أعماله، وصداقته الطيبة، ولكنه لم يعطه جثمانه أو اسمه. حمل المشيعون باقات من إكليل الجبل أو الغار، وألقوها على القبر الذي يزوره إلى يومنا هذا آلاف المعجبين.

## شكسبير كاتبًا مسرحيًّا
أشد المآسي قسوة في أعماله لا تخلو من لحظات تزخر بالهزل المكشوف وهو يصور الحياة التي تنبض في صوت مكتوم على توقيع العواطف والشهوات، والمتناقضات، بلغة تتسم أحيانا بالغرابة، وأحيانا أخرى بالعاطفة، والتي أكسبت أعماله طابع المأساة العالية.
يمكن تقسيم نتاج شكسبير المسرحي إلى ثلاثة أنواع رئيسة هي: المأساة والملهاة والمسرحيات التاريخية، كما كتب عددًا من المسرحيات التي يصعب إدراجها ضمن هذه التصنيفات المألوفة، واعتاد النقاد إطلاق صفة «المسرحية الرومنسية» أو «التراجيكوميدية» عليها. ومن الممكن، ابتغاءً للسهولة، تقسيم نتاجه إلى أربع مراحل، مع أن تاريخ كتابته للمسرحيات غير معروف بصورة مؤكدة. تمتد المرحلة الأولى من بداياته وحتى عام 1594، والثانية من 1594 ـ 1600، والثالثة من 1600 ـ 1608، والأخيرة من 1608 ـ 1612. وهذه التقسيمات تقريبية وضعها مؤرخو المسرح ونقاده لمتابعة تطور حياته الأدبية ضمن إطار واضح. تقع المرحلتان الأولى والثانية ضمن مرحلة المسرح الإليزابيثي Elizabethan Theatre نسبة إلى الملكة إليزابيث الأولى، أما المرحلتان الثالثة والرابعة فتقعان ضمن مرحلة المسرح اليعقوبي نسبة إلى جيمس "يعقوب" الأول ملك إنجلترا الذي تولى العرش في 1603 وتوفي عام 1625.

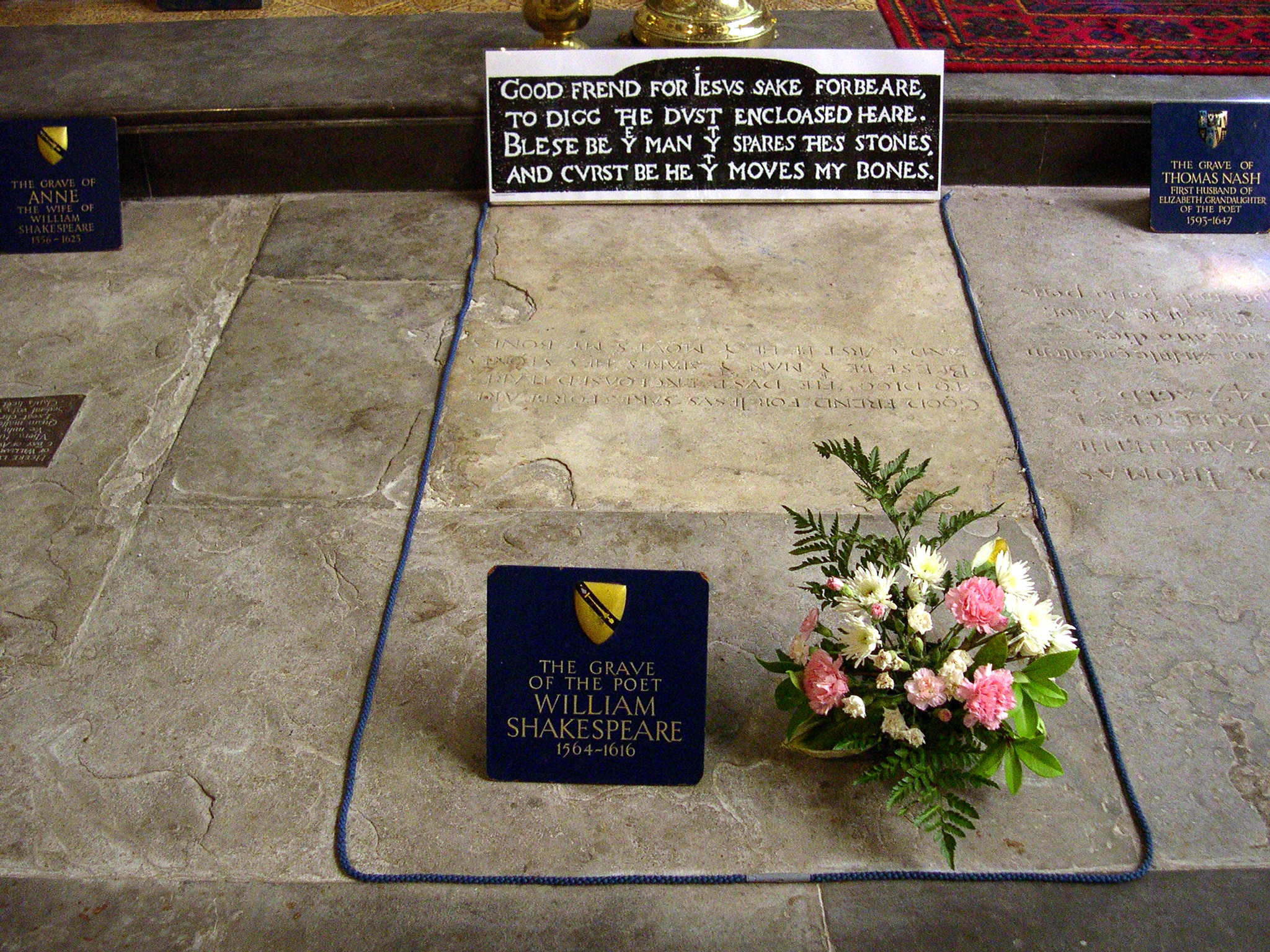
قبر شكسبير

## قائمة الأعمال

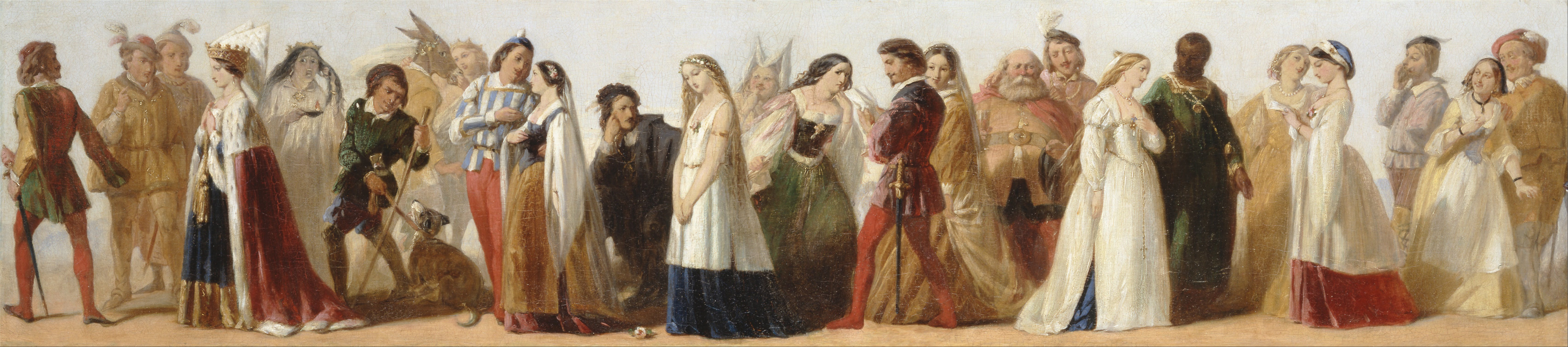
موكب شخصيات من مسرحيات شكسبير لرسام غير معروف من القرن التاسع عشر

### المرحلة الأولى
كان شكسبير في هذه المرحلة كاتباً مبتدئاً بالمقارنة مع معاصريه من الكتاب مثل جون ليلي ومارلو وتوماس كيد. لم تتسم أعماله في هذه المرحلة بالنضج الأدبي والفني، بل جاءت بنية نصوصه سطحية وغير متقنة، وتركيباته الشعرية متكلفة وخطابية. وانتشرت في هذه الفترة المسرحيات التاريخية، نتيجة الاهتمام الكبير بتاريخ إنكلترا، خاصة بعد هزيمة أسطول الأرمادا الإسباني عام 1588، ولرغبة الجمهور بتمجيد البطولات والتعلم من عِبَر التاريخ. كتب شكسبير في هذه المرحلة مسرحيات عدة تصور الحقبة ما بين 1200 - 1550 من تاريخ إنكلترا، وتحديداً الحرب الأهلية التي دارت رحاها بين عائلتي لانكستر ويورك، مثل ثلاثيته «الملك هنري السادس» 1590 ـ 1592، «والملك رتشارد الثالث» 1593، التي صور فيها النتائج السلبية لحكم ملك ضعيف. وتغطي هذه المسرحيات الأربع المرحلة الممتدة منذ حكم هنري السادس وحتى هنري السابع وبدء حكم سلالة تيودور، التي تنتمي الملكة إليزابيث إليها، وتسمى بحقبة حرب الوردتين. ويشبه أسلوب شكسبير فيها أسلوب مسرح العصور الوسطى، ومسرح الكاتب الروماني سينيكا ومسرح توماس كيد العنيف، ويظهر هذا في دموية بعض المشاهد في المسرحيات الأربع، ومن خلال اللغة الخطابية الطنانة. وظهرت هذه الخاصية في مأساة «تايتُس اندرونيكوس» 1594، حيث صور شكسبير الانتقام والقتل بتفاصيل دموية مرئية على الخشبة فجاءت أقل نصوصه صقلاً ونضجاً. ويمزج شكسبير هنا التاريخ والسياسة والشعور الوطني لدى شخصياته التاريخية مع روح الفكاهة في رسمه بعض الشخصيات الدرامية.
كتب شكسبير في هذه المرحلة أيضاَ عدداً من النصوص مثل «كوميديا الأخطاء» 1592، وهي مسرحية هزلية تتبع أسلوب الملهاة الرومانية التقليدية من حيث الالتباس في هوية الشخصيات والتشابه بينها، والهرج والمرج الذي ينتج عن ذلك، و«ترويض الشرسة» 1593، التي ركز فيها على الشخصيات وتصرفاتها وانفعالاتها وسلوكها كخط أساسي للمواقف المضحكة والمحملة بالمعاني في الوقت نفسه، ومسرحية «سيدان من فيرونا» 1594، التي تحكي عـن الحب الرومنسي، و«خـاب سـعي العشاق» 1594، التي قدم فيها صورة سلبية عن الحب وما يرافقه من تغيرات وتحولات في شخصيات وسلوك العشاق وما يصدر عنهم من تصرفات صبيانية.

### المرحلة الثانية

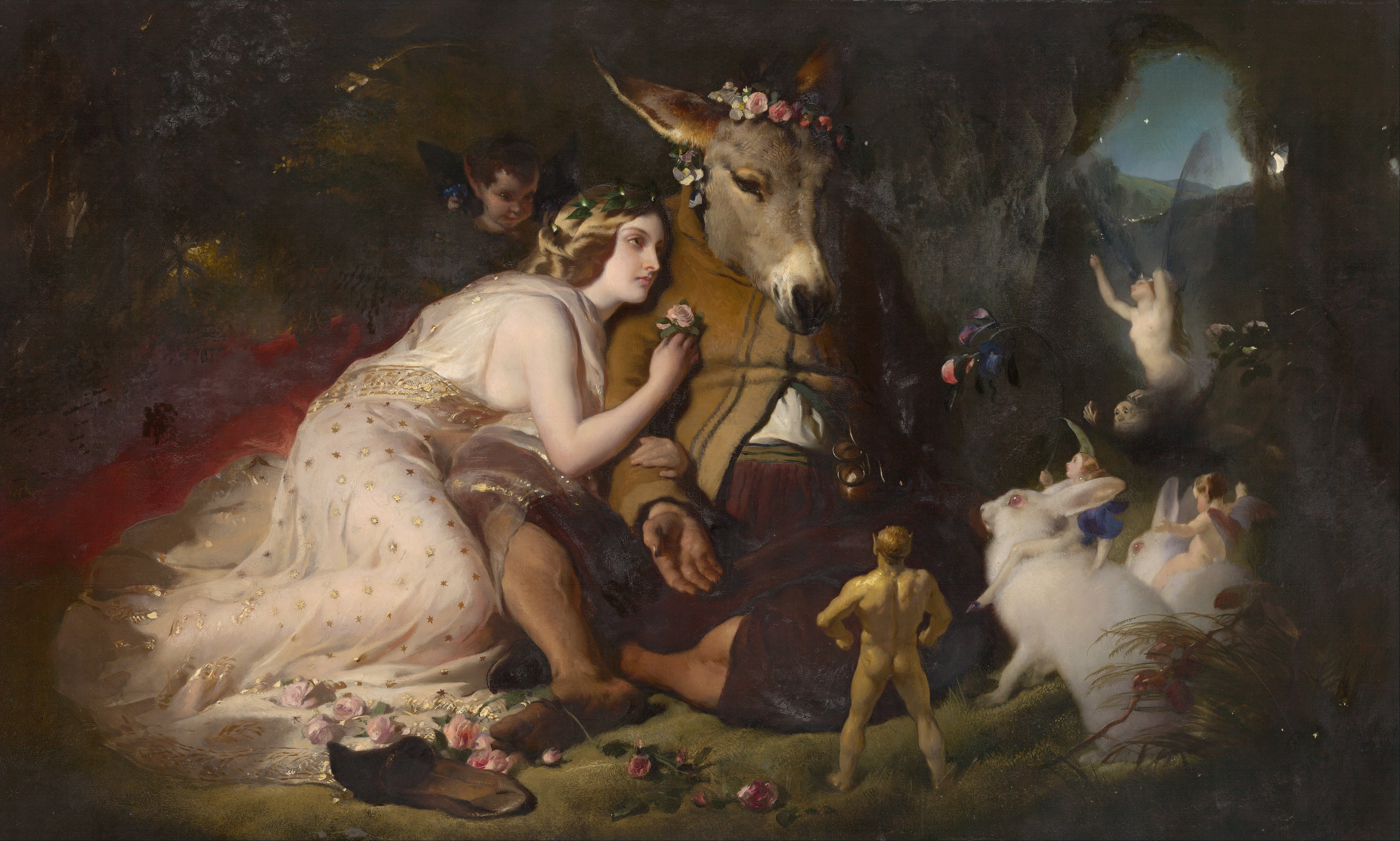
مشهد من حلم ليلة منتصف الصيف بريشة إدوين لاندسير. معرض فيكتوريا الوطني ملبورن، أستراليا

كتب شكسبير أهم مسرحياته التاريخية في هذه المرحلة، مثل «الملك رتشارد الثاني» ريتشارد الثاني ملك إنجلترا 1595، و«الملك جون» 1596، «والملك هنري الرابع» هنري الرابع (توضيح) 1597، في جزأين، «والملك هنري الخامس» هنري الخامس (توضيح) 1598، كما كتب نصوصه الكوميدية الأكثر مرحاً وتميزاً، مثل ملهاة «حلم ليلة منتصف الصيف» 1595، «والليلة الثانية عشرة» الليلة الثانية عشرة أو كما تشاء 1595، «وجعجعة بلا طحن» جعجعة بلا طحن 1598، «وعلى هواك» 1599، إضافة إلى «روميو وجولييت» روميو وجولييت 1595، "ويوليوس قيصر" يوليوس قيصر 1599، "وتاجر البندقية" تاجر البندقية 1596. ويظهر في هذه المرحلة تطور ملحوظ في أسلوبه الذي صار يميل إلى الخصوصية والتميز.
تحكي مسرحية «الملك رتشارد الثاني» قصة ملك ضعيف يخسر عرشه ومملكته مما أثار حفيظة الملكة إليزابيث لتناولها موضوعاً سياسياً حساساً فمنعت عرضها قائلة: «أنا رتشارد». ويتابع شكسبير التسلسل التاريخي في مسرحية «الملك هنري الرابع» التي كتبها في جزأين، «والملك هنري الخامس»، حول ابنه الذي يثبت قدرته على الحكم وتحمل المسؤولية. وقد عُرفت مسرحية «هنري الرابع» بشخصية الفارس البدين فولستاف، التي ألهمت الكُتّأب، فصارت منبعاً للشخصيات المضحكة الطريفة، لكنها ذات أبعاد إنسانية عميقة، إذ يمزج شكسبير فيها بين الحزن والفرح والخوف والجبن والحماسة.
تعدّ «حلم ليلة منتصف الصيف» من أروع ما كتب شكسبير في الملهاة، إذ اعتمد فيها على نسيج درامي معقد من ثلاث حبكات وثلاثة عوالم مختلفة ومتداخلة من الجن والبشر، تصور زوجين من العشاق من العائلات النبيلة في أثينا، ومجموعة من الشخصيات الهزلية من أهالي ريفها الذين يحضرون عرضاً مسرحياً للاحتفال بزواج الدوق وهيبوليتا، إضافة إلى عالم الجن الذي يتزعمه أوبيرون وملكة الجن تايتانيا وخادمهم البارع النشيط بَك. ويظهر شكسبير في هذه المسرحية العواطف التي تحكم الجميع حتى الجن، كالحب والغيرة والكره أحياناً، في قالب رومنسي مضحك مملوء بالمعاني والعبر. وبدأ بعد ذلك كتابة «تاجر البندقية» وهي من نوع الكوميديا السوداء، التي صور فيها قصة السيدة النبيلة بورشيا وزواجها من بَسانيو، وصديقه التاجر أنطونيو الذي يستدين من مال المرابي اليهودي شايلوك، الذي يتوق بدوره للانتقام بهذا الدَّين من المجتمع الذي ينبذه، ولاسيما أن ابنته الوحيدة هربت بالمال الذي جمعه طوال عمره مع شاب مسيحي. وتتداخل في هذه المسرحية مفاهيم الصداقة بين رجلين مع مفهوم الحب الرومنسي بين بورشيا وبسانيو، في مواجهة عدم إنسانية المرابي اليهودي ومعاناته في مجتمع لا يتقبله. وأكثر ما يميز هذه المسرحية شخصية بورشيا التي صارت من شخصيات شكسبير النسائية التي شكلت ثورة في الأدب المسرحي، وكانت منهلاً لشخصيات نسائية أخرى ابتدعها في مسرحياته الأخرى. ولقد صور شكسبير شخصيات نسائية تعتمد على ذكائها وفطنتها وليس على جمالها، وبهذا استطاع تحويل أحد المعوقات في المسرح الإليزابيثي في عصره إلى ميزة، إذ كانت أدوار النساء تمثل من قبل صبية، واستخدم تنكر الصبية في أدوار النساء عاملاً أساسياً في الحبكة في هذه المسرحية وأيضاً في «الليلة الثانية عشرة»، «وعلى هواك» حيث تظهر شخصيتان نسائيتان أساسيتان هما فيولا وروزالِند في هيئة غلامين للتمكن من الاقتراب ممن تحبان بحرية، مما يخلق توتراً ومواقف مضحكة وإنسانية في آن واحد.
وكتب شكسبير «زوجات وندسور المرحات» في نهاية هذه المرحلة، وتعود فيها شخصية فولستاف إلى الظهور. أما في «روميو وجولييت» فقد صور الحب الفتي بشاعرية عالية والمصير المؤلم لحبيبين وقعا ضحية خلاف قديم بين عائلتيهما وقضيا نتيجة اندفاعهما العاطفي. وتعد «يوليوس قيصر» من أشهر ما كتب، وهي مأساة سياسية من التاريخ الروماني، الذي نهل منه عدداً من نصوصه الأخرى، يصور فيها شخصية بروتوس؛ إحدى أكبر الشخصيات التراجيدية في المسرح.

### المرحلة الثالثة
تميزت هذه المرحلة بأفضل ما كتب شكسبير، ولذا سماها بعض النقاد مرحلة النضج الأدبي، إذ كتب أعظم نصوصه التراجيدية وتلك التي تقترب من الكوميديا السوداء. وتُظِهر مآسي هذه المرحلة عمق الرؤيا عند شكسبير وبراعة الصنعة الدرامية، فقد وظف في هذه المسرحيات أدواته الشعرية بما يناسب النص والعرض المسرحيين فوصل إلى حد الإتقان في الدمج بين العواطف البشرية والفكر الإنساني مع الشعر والمواقف المؤثرة.
كتب شكسبير في هذه المرحلة مأساة «هاملت» Hamlet ت (1601) التي تعد أشهر مسرحياته عالمياً، وصور فيها الوضع الإنساني من عظمة وجبروت وضعف في الوقت ذاته. تحكي «هملت» قصة الأمير الدنماركي الذي يقع ضحية إجرام عمه وضعف أمه وحقيقة أن والده قُتل على يد عمه. يعيش هملت في حيرة وضياع في صراعه بين تردده في اتخاذ قرار الانتقام والإقدام عليه واندفاعه الذي يحطم كل من حوله. ولايزال صراع هملت المرير وتردده يشغل الكثيرين من النقاد والمفكرين وعلماء النفس والكتاب، ويولد جدلاً زاخراً بالتفسيرات والدراسات والاجتهادات التي مانفكت تضيف إلى الإرث الكبير من النقد الأدبي لهذا النص ولأعمال شكسبير عامة. وتعد «هملت» الأهم بين أعمال شكسبير من حيث استخدام اللغة، إذ تعكس لغة المناجاة الداخلية soliloquy والتحليل ومخاطبة الجمهور في حديث جانبي aside الصراع داخل هملت. وقد اشتهر عن هملت نصيحته التي وجهها للممثلين الذين يحضّرهم للقيام بعرض مسرحي أمام عمه الملك لكي يوقعه في الفخ عندما يشاهد جريمة تشبه جريمته. وتقدم النصيحة صورة موثقة عن أساليب التمثيل في أيام شكسبير، التي اعتمدت على المبالغة ولم تعطِ اللغة الاهتمام الذي تستحقه.

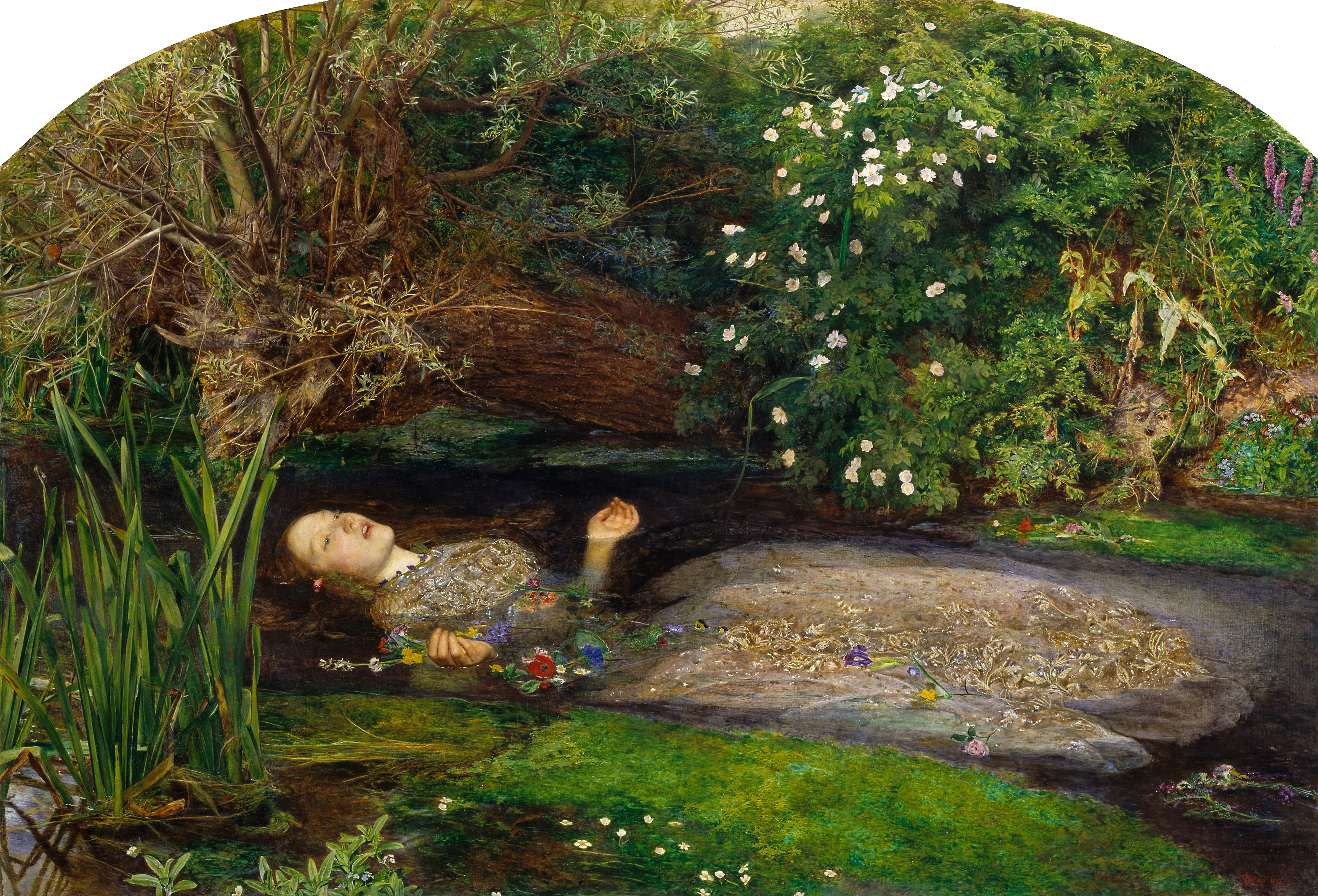
أوفيليا بريشة السير جون إيفريت ميليه. مجموعة تيت في لندن

أما في مأساة «عطيل» Othello ت (1604) فقد قدم شكسبير تحليلاً عميقاً لآلية الإيقاع بقائد عظيم أسود البشرة ضحية الغيرة على زوجته البيضاء المخلصة دِزدمونة Desdemona، من خلال المخطط الخبيث والمدروس الذي يرسمه تابعه إياغو Iago الذي يستغل نقاط الضعف لدى سيده الغريب عن المجتمع الذي يعيش فيه، على الرغم من مكانته المرموقة، ولكونه ينتمي إلى ثقافة شرقية تختلف في معالجتها لموضوع الحب والغيرة والشرف عن نظيرتها الغربية. ويتطرق أيضاً لمفهوم الشر من أجل الشر، الذي صوره شكسبير في شخصية إياغو الذي يجد لذة في هذا الشر فيكشف خططه للجمهور من خلال تقنية الحديث الجانبي التي تضع المشاهد في وضع المتواطئ معه والراغب في إدانته في آن معاً.
يعدّ بعض النقاد أن «الملك لير» King Lear ت (1605) مسرحية شكسبير الأهم، كونها تتميز بأبعاد ملحمية لقصة صراع عائلي بين الآباء والأبناء وبعمق في تحليلها العواقب الوخيمة التي تتمخض عن تصرف الملك الانفعالي غير المسؤول عندما يتنازل عن السلطة والمال لابنتيه ويحرم ابنته الصغرى كورديليا Cordelia، لظنه أنها لا تحمل له من الحب ذات القدر الذي تحمله له أختاها اللتان تبالغان كذباً في التعبير عن حبهما لوالدهما، بينما تعجز الصغرى، وهي أكثرهن حباً لوالدها، عن التعبير بالكلمات. وتلقى كورديليا حتفها ويعجز والدها عن إنقاذها قبل أن يموت، ويظهر فشل الخير أمام حماقة البعض وتعنتهم وتجاهلهم الحقيقة. أما في مسرحية «أنطوني وكليوباترا» Antony and Cleopatra ت (1606) فيتناول شكسبير موضوع الحب المحرم سياسياً وأخلاقياً بين القائد الروماني وملكة البطالمة كليوباترا، والذي سبب الدمار لـه ولسمعته في روما، وهو حب ناضج بين حبيبين في أواسط العمر لم يسبق لأحد أن عالجه بذات البراعة والعمق والشاعرية مثل شكسبير. وفـي مسـرحية «مَكبث» Macbeth ت (1606) يقدم شكسبير تحليلاً لرجل يستسلم لطموحه الجامح لضعف في شخصيته فيفقد إنسانيته ويصبح قادراً على أي جريمة. تبرز شخصية الليدي ماكبث من بين الشخصيات النسائية في الأدب العالمي فتصور المرأة الطموح التي لا يقف في طريقها شيء، ولتصبح أنموذجاً لكثير من الشخصيات النسائية المتمردة.
كتب شكسبير نصوصاً أخرى لونها بروح الكوميديا السوداء التي تنبع من افتقار البطل للعظمة والقوة التي يحتاجها ليسيطر على عواطفه، ففي «ترويلوس وكريسيدا» Troilus and Cressida ت (1602) التي تعد من أرقى مسرحياته فكريّاً، يصور شكسبير الثغرة بين المثالي والواقعي، والشخصي والعام عند الفرد المسؤول عن الشأن العام، وتظهر فيها نظرة سلبية تجاه المرأة. وتسيطر هذه الروح السوداوية التي تضفي بعداً إنسانياً جديداً على مسرحياته الأخرى في هذه المرحلة، مثل مأساة «كوريولانوس» Coriolanus ت (1608) و«تيمون (تايمون) الأثيني» Timon of Athens، و«الأمور بخواتيمها» All’s Well That Ends Well ت (1602).

### المرحلة الرابعة
كتب شكسبير في هذه المرحلة أهم نصوصه الرومنسية، وبدا في أواخر حياته وكأنه يقدم رؤى جديدة متفائلة باستخدامه أدواتٍ ومفاهيم عدة، من الفن والعاطفة وعالم الجن والسحر والخيال، إضافة إلى استخدامه الشعر الغنائي أكثر من أي وقت مضى، مما جعل مسرحياته الأخيرة تختلف كثيراً عن سابقاتها. لذا اتجه بعض النقاد إلى القول بأن المسرحيات الأخيرة تلخص رؤية شكسبير الناضجة للحياة، بينما رأى آخرون أن هذا الاختلاف في أسلوبه وفكره ما هو إلا تغير في الأذواق والتوجهات شهدها المسرح بعد عام 1608. تتحدث معظم مسرحياته في هذه المرحلة عن ألم الفراق بين المحبين ثم اللقاء ولمّ الشمل في رحلة من المعاناة تتعلم الشخصيات فيها من أخطائها وتغير من مواقفها إلى الأفضل من دون صراع، كما في مسرحية «بريكْلِس» Pericles ت (1608) و«سيمبلين» Cymbeline ت (1610)، و«حكاية الشتاء» The Winter’s Tale ت (1610). ولعل «العاصفة» The Tempest ت (1611) أفضل ما كتب شكسبير في هذه المرحلة قدم من خلالها مفهومه للحياة الذي يجمع بين القوة والحكمة في شخصيات بروسبرو Prospero وابنته ميراندا Miranda وخادمه إيرييل Ariel، وتضمنت بعض أفضل شعره.
هناك في هذه المرحلة مسرحيتان تنسبان إلى شكسبير، إذ قد يكون شارك في كتابتهما مع الكاتبين بومونت وفليتشر Beaumont and Fletcher، وهما «الملك هنري الثامن» Henry VIII ت (1613) و«القريبان النبيلان» The Two Noble Kinsmen وتتحدث الأخيرة عن حب صديقين لامرأة واحدة.
اقتبس شكسبير نصوصه التي كتبها في المراحل الأربع كلها من الحوليات والتاريخ ومما كان متوافراً من كتابات نثرية وقصص في عصره، كما تأثر أسلوباً وفكراً بالإنجيل. كانت «حوليات انكلترا، اسكتلندا، وأيرلندا» Chronicles of England, Scotland, and Ireland ت (1587) لرفائيل هولينشيد Raphael Holinshed مصدره الرئيسي عن التاريخ الإنكليزي، وكانت ترجمة توماس نورث Thomas North ت (1579) لكتاب بلوتارخس Plutarch «سير نبلاء اليونان والرومان» Lives of the Noble Greeks and Romans مصدر مسرحياته الرومانية. أما بالنسبة للمسرحيات الأخرى خارج هذين المجالين فقد اعتمد على مسرحيات قديمة أعاد كتابتها، وعلى أعمال كتّأب آخرين. تصرف شكسبير في مصادره بكل حرية بما يناسب الغرض الذي يكتب من أجله، لكنه اقتبس مقاطع كاملة من هولينشد وبلوتارخس كما وردت، وبحد أدنى من التغيير، وأضفى عليها أجمل شعره، معطياً بذلك أبعاداً جديدة لقصص التاريخ.

## أهمية شكسبير
لا يمكن مقارنة الشهرة التي اكتسبها أي كاتب آخر بشهرة شكسبير عالمياً على كافة المستويات، فقد دخل إلى جميع الثقافات والمجتمعات الأدبية والفنية والمسرحية في كل بلدان العالم. وقد اعتمد في مسرحه وشعره على العواطف والأحاسيس الإنسانية، مما عزز من عالميته واستمراريته. فأبطال مسرحياته المأساوية شخصيات تتميز بالنبل والعظمة والعواطف الإنسانية، وتؤثر في الجمهور والقراء أينما كانوا ولاتزال الشخصيات الكوميدية تضحك الجمهور لما في تصويرها من ذكاء ودقة وفكاهة. وتترك شخصياته النسائية، مثل كليوباترا وجولييت والليدي ماكبث وروزالند وبورشيا وبياتريس وميراندا، أكبر الأثر عند القراء وجمهور المسرح والسينما أينما كانوا. وتكمن براعة شكسبير في القصص المثيرة التي يستخدمها في مسرحياته، والمخزون الغني من الشخوص التي يمتزج فيها الخير والشر والعاطفة والعقل، واللغة الشعرية البليغة، والبراعة في التلاعب بالكلمات والألفاظ، والمفردات الجديدة.
تعود أهمية شكسبير في كونه الابن النجيب لفكر وفن عصر النهضة الأوربية بامتياز. فهذا الفكر الذي عالج جوهر الإنسان الفرد وموقعه في الكون ودوره في الحياة، على كافة الأصعدة، انعكس بتجلي في مسرحياته، ولا سيما في المرحلتين الثالثة والرابعة؛ وما شخصيات هذه المسرحيات، على تنوعها وتباينها إلا تعبير عن معاناة الفرد في واقعه وتوقه إلى الانعتاق من أي قيد يعرقل تفتحه وطموحه. ويتجلى نضج شكسبير الفكري والفني في صياغة الصراع الذي يخوضه الفرد بين نوازعه وغرائزه وطموحاته وبين ظروف الواقع المحيط والحتمية التاريخية. فلا توجد في مسرحيات شكسبير شخصيات معلقة في الهواء، بل هي دائماً ابنة واقعها بتجلياته الاجتماعية والاقتصادية والسياسية. وعلى الصعيد الفني كان شكسبير نفسه ابن واقعه ومعطياته، وقد تجلت عبقريته الفنية في استيعاب الأشكال الفنية التراثية والمعاصرة والشعبية وإعادة صياغتها استجابة لمتطلبات العصر ولشروط الممارسة المسرحية في دور العرض الفقيرة بالتجهيزات المسرحية آنذاك. ومن هنا خروجه على القوانين الكلاسيكية (الوحدات الثلاث) وتأكيده على الحبكة المزدوجة، بل الثلاثية أحياناً، كما في «حلم ليلة منتصف الصيف»، ومزجه المرهف بين الواقعي والخيالي وبين العواطف والأهواء المتضاربة، واستخدامه الشعر والنثر في العمل المسرحي الواحد وبمستويات لغوية مختلفة حسب طبيعة الشخصية وموقعها الاجتماعي، هذا بالإضافة إلى التأكيد على تعدد أمكنة الأحداث وفتح الزمن من دون أية تحديدات تقيد حريته.
إن من يتعمق في أعماله يتلمس بشكل واضح كون شكسبير ابن إرهاصات الثورة الصناعية والازدهار الاقتصادي والانفتاح على العالم الواسع تلبية لطموح الفرد الجديد، ابن أواخر عصر النهضة.

### تقديم العرب والعالم العربي في مسرحياته
على الرغم من أن الكاتب الإنكليزي ويليام شكسبير لم يتعرف على المنطقة العربية عن قرب، إلا أنَّهُ قام بتقديم الكثير من الصور في مسرحياته التي تتناول العرب والمنطقة العربية.

#### مسرحية عُطيل
تُسلط هذه المسرحية الضوء على شخصية عُطيل المغربي النبيل في مدينة البندقية في إيطاليا وقصة حبه من ديدمونة. وتعتبر هذه المسرحية من أهم المسرحيات التي تتضمن شخصيات عربية، حيث «لا يوجد عمل من أعمال شكسبير يمس الإحساس والهوية العربية  بقدر مأساة عطيل. البطل هو مور، وبالتالي» عربي«. بالإضافة إلى ذلك، فهو ليس مجرد شخصية عربية في سياق عربي. هو عربي في أوروبا، يستدعي بالضرورة كل المواجهات المعقدة بين الذات والآخر في سياق الصراع على السلطة.» على الرغم من أن عُطيل هو بطل المسرحية ويمتلك صفات جيدة ككونه رجل شجاع إلا أن اللغة المستخدمة في وصفه تركز أكثر على صفات تتعلق بعرقه وأصله، كونه الشخصية الشرقية الوحيدة في هذه المسرحية التي تدور أحداثها في بلد أوروبي، إيطاليا.

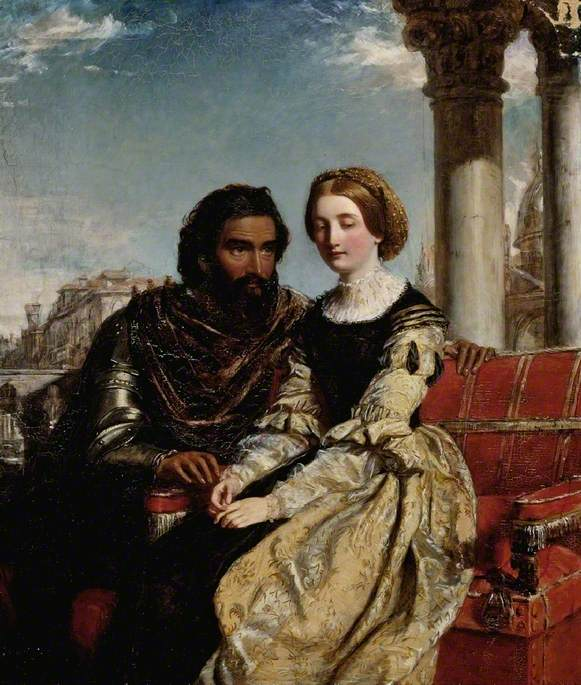
ويليام بويل فريث- (1819-1909) - عُطيل وديدمونة - متحف فيتزويليام.

##### التمييز العرقي تجاه عُطيل
تعمل اللغة المستخدمة في وصف عُطيل على تنميطه وتقديمه كشخص دخيل على باقي شخصيات المسرحية، بدءاً من الصفة المستخدمة للدلالة على عُطيل (البربري)، بما يخص استخدام صفة "البربري"، تلاحظ فوزية غانم بأنَّ مصطلح "البرابرة" قد اُستُخدم في ثلاث من مسرحيات شكسبير كمرادف للمسلمين في تيتوس أندرونيكوس، تاجر البندقية، ومسرحية عُطيل."
و عند البحث في أصل كلمة البربري نجد بأنها : «كلمة تدل على العرب والبرابرة المحتلين لإسبانيا، ويعود أصل هذه الكلمة إلى اللغة اللاتينية وكانت تستخدم للدلالة على سكان موريتانيا.»
تشرح فوزية غانم في مقالتها عن مسرحية شكسبير بأنَّ البرابرة «تم تصويرهم بصفات سلبية على أنَّهم قُساة وجشعون ومتهورون وعدوانيون ووثنيون وشياطين.»
في أغلب الأحيان يُوصَف عُطيل بالبربري من قبل ياغو ورودريغو. على سبيل المثال حين يقوم ياغو بوصف عُطيل لأول مرة في المسرحية في المشهد الأول يقوم بتجاهل كل صفات عُطيل والتركيز على لونه وعرقه. يقول ياغو محذراً برابانتيو من خطورة علاقة ديدمونة بعُطيل. يجرد ياغو عُطيل من إنسانيته بوصفه بالكبش الأسود، وبالنسبة لياغو، تفقد ديدمونة جانبها الإنساني، من خلال علاقتها بعُطيل، ويصفها بالحمل الأبيض. يقول ياغو مخاطباً برابانتيو: «الآن، وفي هذه اللحظة بالذات، يمارس كبش أسود الجنس مع حملك الأبيض الصغير. انهض، انهض! اقرع الجرس وأيقظ جميع السكان النائمين. سيجلب لك هذا الشيطان أحفادً سود. أقول لك: انهض!» (شكسبير، عُطيل 1.1. 97-101).
من خلال هذا الوصف، يتم خلق نوع من التنافر والتناقض بين شخصيات المسرحية ككل وبين عُطيل، الشخصية العربية في المسرحية. فمن وجهة نظر ياغو، الكبش الأسود الذي يمثل عُطيل الأسود البشرة لا يمكن أن يجمعه الحب مع النعجة البيضاء التي تمثل ديدمونة. بالتالي لا يمكنهم العيش بسعادة. علاوة على ذلك، حتى في المشاهد التي يتم فيها ذكر الصفات الجيدة في شخصية عُطيل، فإنَّ هذه الصفات تُلحق بكلمة البربري.
لم يقتصر التمييز العرقي تجاه عُطيل وتسليط الضوء على اختلافه من خلال التركيز على عرقه، بل تتم الإشارة إليه كحصان بري. في محادثة تجمع بين برابانتيو، والد ديدمونة، وياغو، يقوم الأخير بتحذير برابانتيو بأن عدم إيقافه لعلاقة ديدمونة وعُطيل يجعله مؤازراً للشيطان. يوضح ياغو لبرابانتيو مخاطر علاقة ديدمونة وعُطيل قائلاً: «ستدع ابنتك مغشاةً بحصان بربري، وستجلب لك أحفاد يصهلون في وجهك» (شكسبير، عُطيل 1.1. 124-126).
لم يكتفِ ياغو بتجريد عُطيل من الصفات الإنسانية بجعله أقرب للحيوانات، وإنَّما زاد من هذا الوصف السلبي لعُطيل من خلال تشبيه ثمرة الحب بين عُطيل وديدمونة بالوحش فيصف اتحادهما بوحش ذي ظهرين. فيقول ياغو لبراباتتيو: «أنا يا سيدي رجل جاء ليقول لك أن ابنتك/ والمغربي الآن متكونان في شكل حيوان ذي ظهرين» (شكسبير، عُطيل 129-131).
غالبا ما يتم تصوير الزواج كحدث مفرح، إلا أنَّ زواج عُطيل وديدمونة حدث يجلب الخوف والقلق، لأنّهم سيجلبون المزيد من البرابرة ولذلك نرى أنّ برابانتيو مستاء من هذه العلاقة التي جعلت ابنته محط سخرية الجميع بعد أن رفضت أجمل شباب بلدتها وتزوجت من عُطيل قائلاً: «آنفةً عن الزواج إلى حد أنها لم ترض بواحد من أغنى وأجمل شباب أمتنا زوجاً لها، وتتعرض للسخرية الدائمة من العامة لخروجها عن وصاية أبيها والتجائها إلى صدر أسود دهني كصدرك؛ شيء يدعو إلى الخوف لا إلى السرور!» (شكسبير، عُطيل 1.2. 86-90).
يؤكد هذا الوصف السلبي لعُطيل على أّنه على الرغم من تقديمه أحيانا «كمحارب شجاع ونبيل، إلا أنَّهُ ليس مؤهلا أن يكون مواطن فينيسياً. من الواضح أنَّهُ غير قادر على إرضاء المجتمع الفينيسي وأن يكون فردا منه.»

##### عُطيل والسحر
زواج عُطيل وديدمونة مرفوض من قبل والدها وباقي الشخصيات، ولا يجدون تفسير لهذا الحب الغريب الغير مقبول إلا قدرة عُطيل على ممارسة السحر. وبالنسبة لجميع شخصيات المسرحية، فإن ديدمونة لم تتزوج من عُطيل بناءً على رغبتها، بل نتيجة للسحر الذي مارسه عُطيل عليها. فنجد برابانتيو رافضاً لهذا الحب وواصفاً عُطيل بالسارق والساحر: «أنت أيها السارق الخسيس، أين أودعت ابنتي. اللعنة عليك لقد سحرتها!» (شكسبير، عُطيل 1.2. 80-82).
وعلاوةً على ذلك، في المشهد الثالث من الفصل الأول، نرى برابانتيو يشكو للآخرين حال ابنته التي وقعت تحت سحر ولعنة عُطيل الذي حصل على لعنات من بعض الدجالين في الجبال: «لقد خُدعت، وسُرقت مني، وأُفسدت بلعنات وعقاقير مُشتراة من بعض الدجالين» (شكسبير، عطيل 1.3. 65-66).

##### عُطيل والدين
عِرق عُطيل ليس الشيء الوحيد الذي يفصله عن سكان البندقية، وإنما دينه، الإسلام، كان أيضاً سبباً في نبذه. يُوصَف عُطيل بالشيطان وانغماسه في الملذات والمعاصي. لذا يقترح ياغو حلاً لكسب عُطيل وذلك من خلال اعتناقه الدين المسيحي: «ولنربح البربري يجب أن نعلن معموديته، وحينها فقط تُغفر خطاياه وذنوبه» (شكسبير، عُطيل 2.3. 363-364).

##### عُطيل والعالم العربي
لم تقتصر مسرحية عُطيل على وصف شخصيته فقط، بل تم ذكر مناطق عربية في مشهدين من مشاهد المسرحية.
ففي محادثة بين ديدمونة وإيميليا عن جمال لوديفيكو، تقوم إيميليا بالثناء على حسن مظهره بقولها أنَّها تعرف امرأة من البندقية على استعداد أن تمشي حافية القدمين إلى فلسطين لتحصل على لمسة من شفتيه: «أعرف أن سيدة في البندقية كانت لتمشي حافية القدمين إلى فلسطين للحصول على لمسة من شفته السفلية» (شكسبير، عُطيل 4.3. 41-42).
بالنسبة لبراهما شارما فإنَّ «ذكر فلسطين في هذا السياق والسعي للوصول إليها من مسافة بعيدة قد يحمل معنى رمزي لحج المسيحيين لمكان مقدس.» (Sharma 1).
وفي المشهد الأخير لعُطيل، حين يقوم بطعن نفسه في الصدر، يقوم بذكر الأشجار العربية ومدينة حلب مما يعزز فكرة عزلته في البندقية وحالة الندم التي تعتريه Ghanim 154)). في أشد اللحظات التراجيدية في حياته يقوم باستذكار ما هو خارج مدينة البندقية مظهرا غربته في هذه المدينة وعدم انتمائه لها.
«عيناي ذرفتا الدموع أكثر مما تذرف الأشجار في جزيرة العرب صمغها الشافي» (شكسبير، عُطيل 5.2. 411-412).
ذكر شكسبير لأشجار المنطقة العربية يدل على أنه كان مطلعاً على خصوصية تلك المنطقة، على الرغم من عدم ذهابه إلى المنطقة العربية وهذا يعني بأنَّ شكسبير كان على دراية بوجود بعض أشجار الصمغ التي اُستخدمَت كدواء، على الرغم أنّهُ لم يذكر أسماء تلك الأشجار. (Sharma 1).
أما في ذكر مدينة حلب الواقعة في سوريا، يقول عُطيل: «عندما كنتُ في حلب، حين قام تركي خبيث بضرب رجل من البندقية وإهانة المدينة، مسكتُ عنقهُ وضربتهُ هكذا» (شكسبير، عُطيل 5.2. 413-417).

#### مسرحية ماكبث

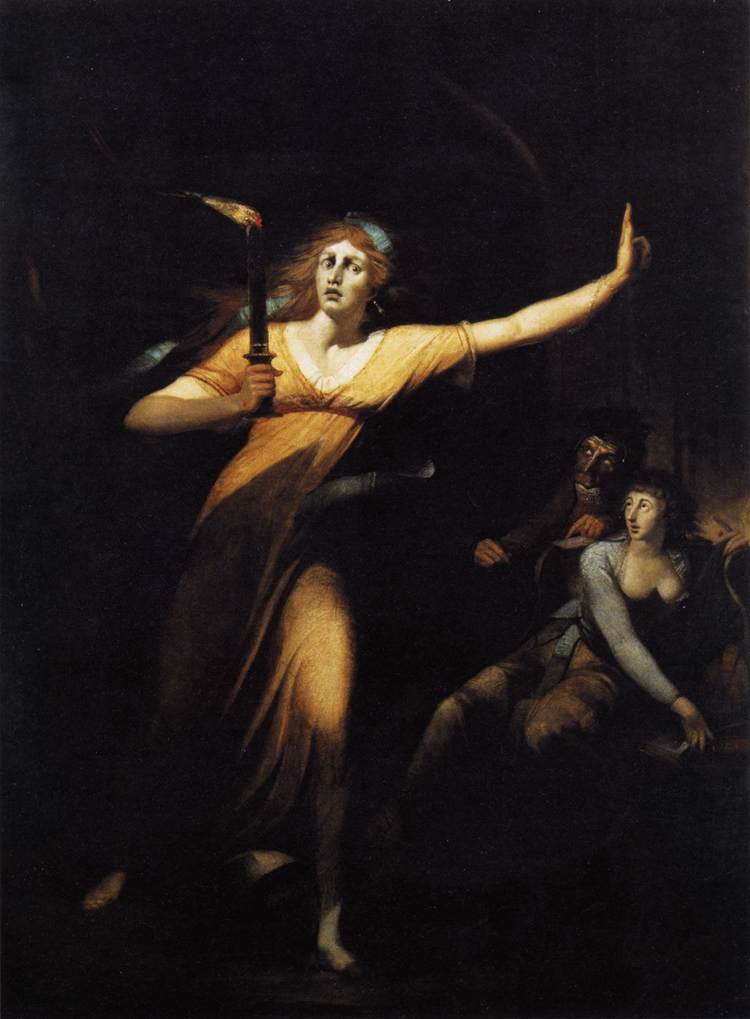
لوحة للفنان الهولندي هنري فوسيلي بعنوان الليدي ماكبث

العطور العربية: بعد أن شاركت ليدي ماكبث زوجها في مقتل دونكان، بانكو، وليدي ماكداف أصبحت تعاني من الأرق وتملكها إحساس الندم، وبدأت مشي خلال نومها وتتذكر الجرائم التي اقترفتها. تذكر الليدي ماكبث العطور العربية وأنَّ هذه العطور لن تساعدها على التخلص من رائحة الدماء: «لا زلتُ أشمُ رائحة الدم. وليس بمقدور كل العطور العربية أن تعطر هذه اليد الصغيرة. أواه! أواه! أواه» (شكسبير، ماكبث 5.1. 53-55).
تحمل صورة الدم والعطور العربية معان رمزية في المسرحية، حيث يرمز الدم إلى شعور الذنب الذي يسيطر على ضمير ماكبث. أما عدم قدرة العطور العربية على تعطير يدي ماكبث فهي استعارة على انعدام طريق الغفران لخطاياها «فرائحة الدم في هذه الحالة تعبر عن الأزمة الأخلاقية في حالة الليدي ماكبث».

#### مسرحية أنطوني وكليوباترا
مصر وكليوباترا: في هذه المسرحية يتم تصوير مصر على أنها بلد غني وكثير الثروات. ومن الممكن ملاحظة هذا التصوير لمصر من خلال وصف كليوباترا خلال استقبالها أنتوني حيث كانت تجلس على زورق ذهبي اللون: "كان الزورق الذي جلست عليه كعرش مصقول يبرق على وجه المياه. وكان رأسه من ذهب مطروق، أما الأشرعة فكانت من أرجوان معطر، ووقعت النسمات في حبها. والمجاذيف كانت من فضة (شكسبير، أنتوني وكليوباترا 2.2. 227-231).

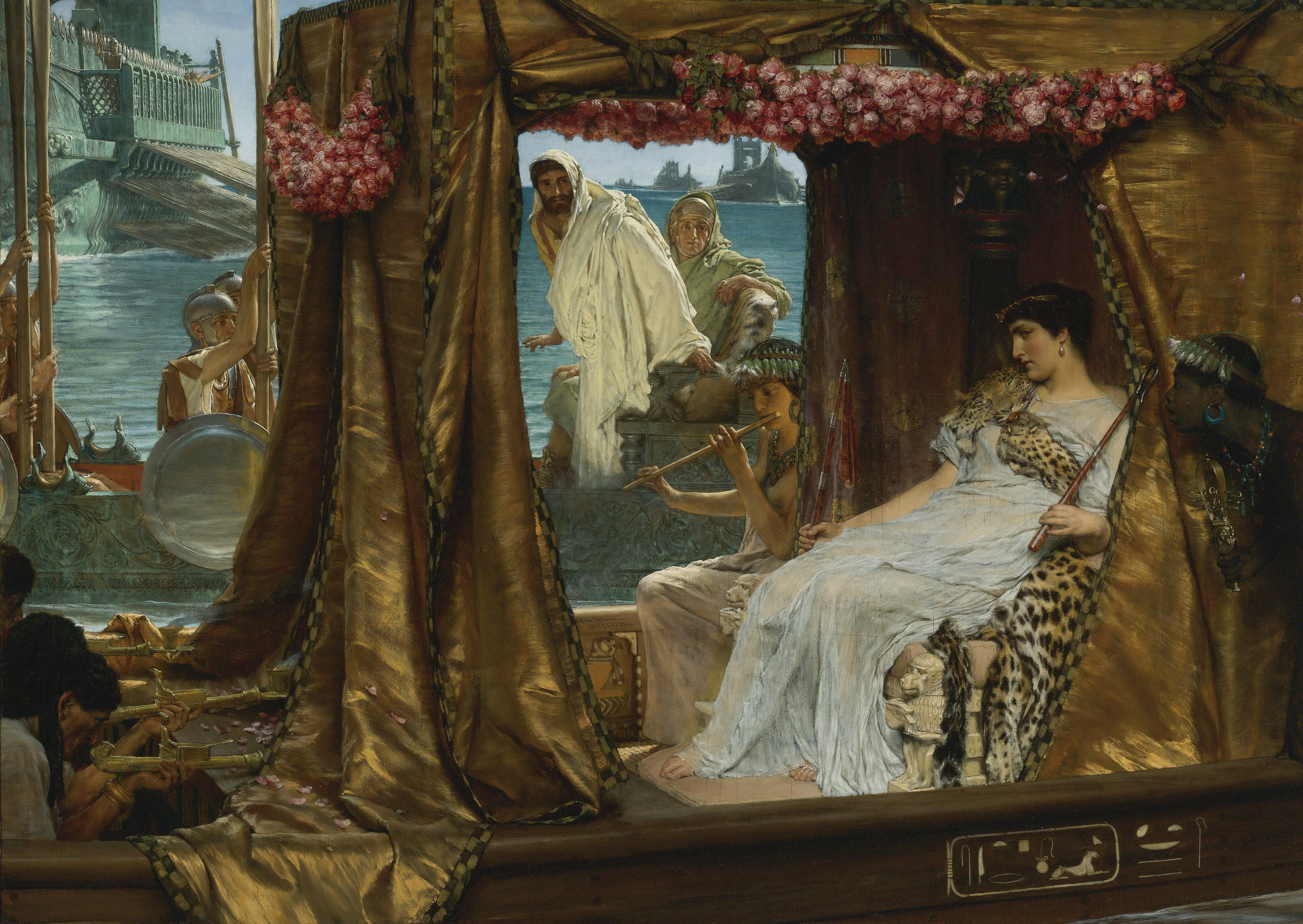
لوحة للفنان لورنس تديما بعنوان أنتوني وكليوباترا

وفي مشهد آخر، يتم تصوير كليوباترا بأنها ملكة فاحشة الثراء وتمتلك الكثير من المجوهرات: «كانت ترقد تحت خيمتها الموشاة بخيوط من ذهب، فبدت أجمل من فينوس، ربة الجمال فاق بها ما تبدع الطبيعة من جمال» (شكسبير، أنتوني وكليوباترا 2.2. 236-238).
يتم الفصل بين هوية روما ومصر في المسرحية، حيث يتم تقديم المدينتين على أنهما أضداد لا يجتمعان على شيء. فروما هي بلد السياسية والسيادة، أما مصر فهي بلد المتعة والثراء. ولذلك يتم تسليط الضوء بأن شخصية أنتوني قد تغيرت للأسوأ بعد أن ذهب لمصر ووقع في حب كليوباترا. «يبدو أن روما ومصر هما موقعان لأنماط إدراكية مختلفة للغاية، والتي بدورها تستند إلى معتقدات مختلفة جدًا حول طبيعة العالم المادي.»

## الجدل
الجدال في أنه قد يكون هناك شخص آخر غير ويليام شكسبير من مدينة استراتفورد على نهر آيفون في انجلترا هو كاتب الأعمال المنسوبة إليه. يقول المؤيدون لهذه النظرية أن شكسبير كان مجرد واجهة لإخفاء الكاتب أو الكتاب الأصليون الذي لسبب أو آخر لم يتقبل سواء برضاه أم لا مفخرة العامة. وعلى الرغم من جذب هذه الفكرة للرأي العام، فلقد اعتبرها كل دارسي شكسبير ومؤرخين الأدب عدا مجموعة قليلة مجرد اعتقاد خاطئ ولقد تجاهلتها الأغلبية وأحياناً استُخدمت للتقليل من قدر هذه الإدعاءات.
شُكك في أصالة شكسبير أولاً في منتصف القرن التاسع عشر،  عندما انتشرت ظاهرة تملق شكسبير بكونه أعظم كاتب في التاريخ. بدت سيرة شكسبير الذاتية وخاصاً أصوله المتواضعة وحياته المغمورة متعارضة مع سموه الشعري وسمعته كنابغة، مما أدى للتشكيك في كونه كاتب الأعمال المنسبة ْإليه. ونتج عن هذا الجدال جزع كبير من الأدب، وقدم أكثر من 80 مرشح لكونهم أصحاب الأعمال، منهم فرانسيس بيكون والايرل السادس لديربى وكريستوفر مارلو والايرل السابع عشر لاوكسفورد.
يجادل مناصرو المرشحين الآخرين كل على حدة أن مرشحهم هو المؤلف الأجدر بالتصديق وأن شكسبير كان ينقصه التعليم والإحساس الأرستقراطي أو ألفة البلاط الملكي الذي كما قالوا كثرت في الأعمال. أكد دارسوا شكسبير رداً على هذه الادعاءات أن تفسير الأدب من حيث السيرة الذاتية لا يمكن الاعتماد عليه لتأكيد أصالة الأعمال، وأن التقارب في الأدلة الوثائقية المستخدمة لإثبات أصالة شكسبير هو نفسه المستخدم لإثبات أصالة أي أعمال أخرى في عهده. لا يوجد أي أدلة قاطعة مثل هذا لأي من المرشحين الآخرين، ولم يتم التشكيك في أصالة شكسبير في عهده أو لقرون بعد رحيله.
وبرغم إجماع الدارسون، شكك عدد قليل  ولكن ذو أهمية عالية من المؤيدين والذي يتضمنهم شخصيات عامة بارزة،  في العزو التقليدى. فهم يسعون للاعتراف بالتشكيك في أصالة شكسبير كفرع شرعي للتحقيق الثقافي ولقبول واحد أو أكثر من المرشحين الآخرين لأصالة الأعمال.

## تأثيره
تركت أعمال شكسبير انطباعًا طويل الأمد على المسرح والأدب. وسّع شكسبير الإمكانيات الدرامية للتشخيص والحبكة واللغة والنوع الأدبي. حتى في روميو وجولييت على سبيل المثال لم ينظر إلى الرومانسية كموضوع يستحق المأساة. استخدمت المناجاة الفردية عمومًا لنقل المعلومات حول الشخصيات أو الأحداث، ولكن شكسبير استخدمها للكشف عما يدور بعقول الشخصيات. أثر عمله كثيرًا على الشعر في وقت لاحق. حاول الشعراء الرومانسيون إحياء الدراما الشعرية لشكسبير، ولكن دون نجاح يذكر.
أثر شكسبير على روائيين مثل توماس هاردي وويليام فوكنر وتشارلز ديكنز. تدين مناجاة الروائي الأمريكي هيرمان ميلفيل بالكثير لشكسبير. الكابتن اهاب في موبي ديك هو بطل مأساوي كلاسيكي مستوحى من الملك لير. حدد العلماء 20000 قطعة موسيقية مرتبطة بأعمال شكسبير. وتشمل ثلاثة عروض أوبرا لجوزيبي فيردي وماكبث وأتلو وفالستاف. ألهم شكسبير أيضًا العديد من الرسامين بما في ذلك الرومانسيين وما قبل الرفائيلية. ترجم الفنان الرومانسي السويسري هنري فوسيلي صديق وليم بليك مسرحية مكبث إلى الألمانية. اعتمد المحلل النفسي سيغموند فرويد على علم نفس شكسبير ولا سيما في مسرحية هاملت لصياغة نظرياته عن الطبيعة البشرية.
كانت قواعد اللغة الإنجليزية والهجاء والنطق أقل توحيدًا في وقت شكسبير مما هي عليه الآن، وقد ساعد استخدامه للغة على تشكيل اللغة الإنجليزية الحديثة. نقل صمويل جونسون عنه أكثر من أي مؤلف آخر في كتابه قاموس اللغة الإنجليزية، وهو أول عمل جاد من نوعه. لقد شقت تعبيرات مثل حبس أنفاسه في مسرحية تاجر البندقية، ونتيجة مفروغ منها في مسرحية عطيل طريقها إلى الكلام الإنجليزي اليومي.
امتد تأثير شكسبير إلى ما هو أبعد من بلده الأصلي ولغته الإنجليزية. كان تأثيره في ألمانيا ذو أهمية خاصة، ترجمت أعمال شكسبير في وقت مبكر من القرن الثامن عشر على نطاق واسع وحظيت بشعبية كبيرة في ألمانيا. كان كريستوف مارتن ويلاند أول من نشر ترجمات كاملة لمسرحيات شكسبير بكل اللغات.

## أقواله وأعماله

### من أقـواله
- أكون أو لا أكون هذا هو السؤال.
- ساعاتنا في الحب لها أجنحة، ولها في الفراق مخالب.
- أنك تقتل يقظتنا. الذي يموت قبل عشرين عاماً من أجله، إنما يختصر مدة خوفه من الموت بنفس العدد من السنين.
- إن أي مركز مرموق كمقام ملك ليس إثماً بحد ذاته، إنما يغدو إثماً حين يقوم الشخص الذي يناط به ويحتله بسوء استعمال السلطة من غير مبالاة بحقوق وشعور الآخرين.
- الرجال الأخيار يجب ألا يصاحبوا إلا أمثالهم.
- هناك أوقات هامة في حي كبير، وأن كل الرجال والنساء ما هم إلا لاعبون على هذا المسرح.
- لا تطلب الفتاة من الدنيا إلا زوجاً. فإذا جاء طلبت منهُ كل شيء.
- إذا أحببتها فلن تستطيع أن تراها، لماذا؟ لأن الحب أعمى.
- يمكننا عمل الكثير بالحق لكن بالحب أكثر.
- لكن الحب أعمى والمحبون لا يستطيعون أن يروا الحماقات الصارخة التي يرتكبونها هم أنفسهم.
- إن المرأة العظيمة تُلهمُ الرجل العظيم، أما المرأة الذكية فتثير اهتمامهُ. بينما نجد أن المرأة الجميلة لا تحرك في الرجل أكثر من مجرد الشعور بالإعجاب، ولكن المرأة العطوفه، المرأة الحنونه، وحدها التي تفوز بالرجل العظيم في النهاية.
- الرحمة جوهر القانون، ولا يستخدم القانون بقسوة إلا للطغاة.
- يموت الجبناء مرات عديدة قبل أن يأتي أجلهم، أما الشجعان فيذوقون الموت مرة واحدة.
- إن الحزن الصامت يهمس في القلب حتى يحطمه.
- إننا نعلّم الآخرين دروساً في سفك الدماء، فإذا ما حفظوا الدرس قاموا بالتجربة علينا.
- على المرء أن ينتظر حلول المساء ليعرف كم كان نهاره عظيماً.
- إن الغيرة وحش ذو عيون خضراء.
- الذئب ما كان ليكون ذئباً لو لم تكن الخرافُ خرافا.
- لا يكفي أن تساعد الضعيف بل ينبغي أن تدعمه.
- قسوة الأيام تجعلنا خائفين من غير أن ندري تماماً ما يخيفنا. إذ إن الأشياء التي تخيفنا ليست إلا مجرد أوهام.
- قلم الكاتب مقدس مثل دم الشهيد!
- ليس من الشجاعة أن تنتقم، بل أن تتحمل وتصبر.
- من خلال أشواك الخطر، نحصل على زهور السلام.
- لا يتأوه عاشق مجاناً.
- عندما تأتي البلايا لا تأتي كالجواسيس فرادى، بل كتائب كتائب.
- لا ترى كل ما تراه عينك ولا تسمع كل ما تسمعه إذنك.
- لا تأبه بالمحبطين، حافظ على نفسك من أعداء النجاح.
- البعض يولدون عظماء، والبعض يحققون العظمة والبعض تُلقى العظمة عليهم.

### أعماله
| العظماء - تاجر البندقية - زوجات وندسور المرحات - جعجعة بلا طحن - مهزلة الأغلاط - ترويض النمرة - العاصفة (مسرحية) - الليلة الثانية عشرة - السيدان الفيرونيان - عذاب الحب الضائع - حكاية الشتاء (مسرحية) - حلم ليلة صيف - كما تشاء - العبرة بالنهاية | تاريخيات - حياة وممات الملك جون - ريتشارد الثاني - هنري الرابع، الجزء 1 - هنري الرابع، الجزء 2 - هنري الخامس - هنري السادس، الجزء 1 - هنري السادس، الجزء 2 - هنري السادس، الجزء 3 - ريتشارد الثالث - هنري الثامن | تراجيديات - روميو وجولييت - مأساة كريولينس - تيتوس أندرونيكوس - تيمون الأثيني - يوليوس قيصر - ماكبث - هاملت - ترويلوس وكريسيدا - الملك لير - عطيل - أنطونيو وكليوباترا - سيمبلين | قصائد - سوناتات شكسبير - فينوس وأدونيس - اغتصاب لوكريس - الحاج المغرم [e] - العنقاء والسلحفاة - شكوى عاشق مسرحيات مفقودة - الحب مجهود رابح - كاردينيو | كتابات مشكوكة في صحتها - أردن فافرشام - ميلاد مرلين - لوكرين - مبذر لندن - المتزمت - ماساة البكر الثانية - سير جون أولدكاستل - لورد توماس كرومويل - مأساة في يوركشاير - إدوارد الثالث - سير توماس مور |

### ثَبِّت المَرَاجِع
- Ackroyd، Peter (2006). Shakespeare: The Biography. London: Vintage. ISBN:978-0-7493-8655-9. مؤرشف من الأصل في 2022-11-01.
- Adams، Joseph Quincy (1923). A Life of William Shakespeare. Boston: Houghton Mifflin. OCLC:1935264. مؤرشف من الأصل في 2022-03-26.
- Baldwin، T.W. (1944). William Shakspere's Small Latine & Lesse Greek. Urbana, Ill: University of Illinois Press. ج. 1. OCLC:359037.
- Barroll، Leeds (1991). Politics, Plague, and Shakespeare's Theater: The Stuart Years. Ithaca: دار نشر جامعة كورنيل  [لغات أخرى]‏. ISBN:978-0-8014-2479-3. مؤرشف من الأصل في 2022-05-03.{{استشهاد بكتاب}}:  صيانة الاستشهاد: علامات ترقيم زائدة (link)
- Bate، Jonathan (2008). The Soul of the Age. London: Penguin. ISBN:978-0-670-91482-1.

## وصلات خارجية
- وليم شكسبير على موقع IMDb (الإنجليزية)
- وليم شكسبير على موقع ميتاكريتيك (الإنجليزية)
- وليم شكسبير على موقع الموسوعة البريطانية (الإنجليزية)
- وليم شكسبير على موقع روتن توميتوز (الإنجليزية)
- وليم شكسبير على موقع قاعدة بيانات الأفلام العربية
- وليم شكسبير على موقع ألو سيني (الفرنسية)
- وليم شكسبير على موقع ميوزك برينز (الإنجليزية)
- وليم شكسبير على موقع تيرنر كلاسيك موفيز (الإنجليزية)
- وليم شكسبير على موقع أول موفي (الإنجليزية)
- وليم شكسبير على موقع قاعدة بيانات برودواي على الإنترنت (الإنجليزية)